# 子彈頭·大復仇
《子彈頭·大復仇》（法語：Micmacs à tire-larigot）是一部法国电影，于2009年多伦多国际电影节首映。该影片以“讽刺军火贸易”为核心，是一部具有黑色幽默的喜剧。

## 故事情节
故事开始于某沙漠地区，几名法国士兵正在进行扫雷工作，男主角巴齐尔的父亲在拆除一个地雷时不幸遇难。然后时间跳转三十年，此时的巴齐尔正为巴黎的一家音像店工作。正当他津津有味的看电影夜长梦多时，一颗流弹打中了他的头部，导致他直接昏迷，被迫住院。清醒后，巴齐尔发现他的工作丢了，因此整日闲逛，居无定所。一日，他遇见了流浪汉萨拉莫。萨拉莫将其带到垃圾场的一个“山洞”里，在这里，他遇上了一位自认为是人类学家的黑人——雷明顿；一位能把自己藏在冰箱里的“橡胶女孩”；负责伙食的“妈妈”，心算能力了得的“计算器”；一直妄想吉尼斯世界纪录的人体炮弹——巴斯特。与此同时，他也发现了害死他爸爸的凶手是两家互相竞争的本地军火商。于是，巴齐尔开始与朋友们谋划一场复仇之旅……

## 演员表
- 丹尼·伯恩 饰演 巴齐尔
- 安德雷·杜索里尔（法语：André Dussollier） 饰演 尼古拉斯·蒂博·德·弗努耶
- 歐馬·希 饰演 雷明顿
- 多米尼克·皮诺（法语：Dominique Pinon） 饰演 巴斯特
- 朱丽叶·费里尔（法语：Julie Ferrier） 饰演 橡胶女孩
- 尼古拉斯·马里耶（法语：Nicolas Marié） 饰演 弗朗西斯·马孔尼
- 玛丽-朱丽叶·鲍普（法语：Marie-Julie Baup） 饰演 计算器
- 米歇尔·克莱门德斯（法语：Michel Crémadès） 饰演 小彼得
- 约兰达·莫里哀 饰演 妈妈
- 让-皮埃尔·马里耶勒（法语：Jean-Pierre Marielle） 饰演 萨拉莫
- 厄本·康瑟利耶（法语：Urbain Cancelier） 饰演 保安